# العلاقات البوتانية الفنلندية
العلاقات البوتانية الفنلندية هي العلاقات الثنائية التي تجمع بين بوتان وفنلندا.

## مقارنة بين البلدين
هذه مقارنة عامة ومرجعية للدولتين:
| وجه المقارنة                                              | بوتان          | فنلندا                                                                               |
| --------------------------------------------------------- | -------------- | ------------------------------------------------------------------------------------ |
| المساحة (كم2)                                             | 38.39 ألف      | 338.42 ألف                                                                           |
| عدد السكان (نسمة)                                         | 807.61 ألف     | 5.52 مليون                                                                           |
| الكثافة السكانية (ن./كم²)                                 | 21.04          | 16.31                                                                                |
| العاصمة                                                   | تيمفو          | هلسنكي                                                                               |
| اللغة الرسمية                                             | لغة دزونكا     | اللغة الفنلندية، اللغة السويدية                                                      |
| العملة                                                    | نغولترم بوتاني | يورو، ماركا فنلندية                                                                  |
| الناتج المحلي الإجمالي (بليون دولار)                      | 2.51 مليار     | 251.88 مليار                                                                         |
| الناتج المحلي الإجمالي (تعادل القوة الشرائية) بليون دولار | 6.49 مليار     | 231.84 مليار                                                                         |
| الناتج المحلي الإجمالي الاسمي للفرد دولار أمريكي          | 2.66 ألف       | 42.31 ألف                                                                            |
| الناتج المحلي الإجمالي للفرد دولار أمريكي                 | 7.82 ألف       | 40.68 ألف                                                                            |
| مؤشر التنمية البشرية                                      | 0.605          | 0.883                                                                                |
| رمز المكالمات الدولي                                      | +975           | +358                                                                                 |
| رمز الإنترنت                                              | .bt            | .fi                                                                                  |
| المنطقة الزمنية                                           | ت ع م+06:00    | ت ع م+02:00، ت ع م+03:00، أوروبا/هلسنكي ‏، توقيت شرق أوروبا، توقيت شرق أوروبا الصيفي ‏ |

## منظمات دولية مشتركة
يشترك البلدان في عضوية مجموعة من المنظمات الدولية، منها:
| علم المنظمة | اسم المنظمة                        | تاريخ انضمام بوتان | تاريخ انضمام فنلندا |
| ----------- | ---------------------------------- | ------------------ | ------------------- |
|             | بنك التنمية الآسيوي                | 1982               | 1966                |
|             | مؤسسة التنمية الدولية              | 28 سبتمبر 1981     | 29 ديسمبر 1960      |
|             | يونسكو                             | 13 أبريل 1982      | 10 أكتوبر 1956      |
|             | وكالة ضمان الاستثمار متعدد الأطراف | 21 أكتوبر 2014     | 28 ديسمبر 1988      |
|             | الأمم المتحدة                      | 21 سبتمبر 1971     | 14 ديسمبر 1955      |
|             | الاتحاد البريدي العالمي            | ?                  | ?                   |
|             | البنك الدولي للإنشاء والتعمير      | 28 سبتمبر 1981     | 14 يناير 1948       |
|             | الاتحاد الدولي للاتصالات           | 15 سبتمبر 1988     | 1 سبتمبر 1920       |
|             | منظمة حظر الأسلحة الكيميائية       | ?                  | ?                   |
|             | مؤسسة التمويل الدولية              | 1 ديسمبر 2003      | 20 يوليو 1956       |
|             | منظمة الشرطة الجنائية الدولية      | ?                  | ?                   |

## وصلات خارجية
- موقع وزارة الخارجية البوتانية
- موقع وزارة الخارجية الفنلندية